# JR East série 209
 (mai 2021).
Si vous disposez d'ouvrages ou d'articles de référence ou si vous connaissez des sites web de qualité traitant du thème abordé ici, merci de compléter l'article en donnant les références utiles à sa vérifiabilité et en les liant à la section « Notes et références ».
La série 209 (209系電車, 209 Keidensha) est un type de rame automotrice japonaise à courant continu exploitée par la East Japan Railway Company (JR East) et apparue en fin d'année 1992, et exploitée, actuellement, essentiellement sur les lignes extérieures de la banlieue de Tokyo.

## Histoire
Elle étaient prévues à l'origine, pour opérer sur les lignes Keihin Tohoku et Negishi, pour remplacer les séries 103, rames anciennes, qui ont été reprises aux chemins de fer nationaux japonais (JNR) (disparue en 1987) en grandes quantités et ont été détérioré par une forte utilisation , et en partie pour augmenter la capacité de transport de la ligne ,très fréquentée.
Le véhicule a été conçu par GK Industrial Design, dirigé par Kenji Ekuan. En 1993, a reçu le Good Design Award (à l'époque) Gold Award , le Brunel Award, et le Encouragement Award sélectionnés par le ministère du Commerce international et de l'Industrie (actuellement ministère de l' Économie, du Commerce et de l'Industrie).

## Variantes

### Affectations actuelles
- /  Série 209-500 : formation à 10 voitures utilisées sur la ligne Keiyō depuis 2008, et des formations à 8 voitures sur la ligne Musashino depuis 2010
- Série 209-1000 : formation unique à 10 voitures sur la ligne Chūō (et occasionnellement la ligne Ōme) depuis mars 2019
- Série 209-2000/2100 : formations à 4 ou 6 voitures issues des séries 209-0 de la ligne Keihin-Tōhoku, utilisée sur les lignes Narita, Sōbu, Sotobō, Tōgane et Uchibō depuis 2009.
- Série 209-2200 : formation à 6 voitures depuis janvier 2018 comme "train Boso Bicycle Base".
- Série 209-3100 : formation à 4 voitures, converties des surplus des Série 70-000, et utilisées sur les lignes Kawagoe et Hachikō depuis avril 2005.
- Série 209-3500 : formation à 4 voitures issues des séries 209-500 de la ligne Chūō-Sōbu, en service sur les lignes Kawagoe et Hachikō depuis 2018.

### Affectations passées
- /  Série 209-0 : formation à 10 voitures sur les lignes Keihin-Tōhoku et Negishi entre 1993 et janvier 2010, et formation à 6 voitures sur la ligne Nambu jusqu'en mars 2015.
- /  Série 209-500 : formation à 10 voitures sur la ligne Chūō-Sōbu entre 1998 et avril 2019 ainsi que sur la ligne Keihin-Tōhoku entre 2001 et 2009.
- Série 209-900/910/920 : prototype à 10 voitures initialement classifiée comme série 901 et utilisé sur les lignes Keihin-Tōhoku et Negishi.
- Série 209-950 : formation unique à 10 voitures exploitée sur la ligne Chūō-Sōbu jusqu'à qu'elle soit redesignée comme série E231-900
- Série 209-1000 : formation à 10 voitures sur la ligne Jōban entre 1999 et octobre 2018
- Série 209-2000/2100  : formation à 4 voitures sur la ligne Kashima entre 2009 et mars 2021
- Série 209-2200 : formation à 6 voitures sur la ligne Nambu entre 2009 et mars 2017
- Série 209-3000 : formation à 4 voitures sur les lignes Kawagoe et Hachikō entre mars 1996 et février 2019

## Formations
Information:
- MoHa ou Moha (モハ) →Motrice sans cabine
- SaHa ou Saha (サハ) →Remorque sans cabine
- KuHa ou Kuha (クハ) →Remorque avec cabine
- KuMoHa ou Kumoha (クモハ) →Motrice avec cabine
- Cont: Dispositif de contrôle du véhicule,
- SIV : Alimentation auxiliaire (onduleur statique)
- CP: Compresseur d'air,
- ♀: Véhicule réservé aux femmes
- < , > ,<> : pantographe
- Les formations sont organisées en xMxT. M étant une motrice (Motor Car) et T une voiture (Trailer)

### Actuelles

#### Série 209-500

##### Ensemble 10 voitures
Depuis le 1er octobre 2018 , un ensemble (34) est attribué au dépôt Keiyō pour une utilisation sur la ligne Keiyō (et via les services des lignes Sotobō et Uchibō). L'ensemble est formé comme suit avec quatre voitures à moteur ("M") et six voitures à remorque non motorisée ("T"). (4M6T)
|              | ← Kazusa-Minato, Kazusa-Ichinomiya, Kimitsu, SogaTokyo → |              |              |              |              |              |              |              |              |              |
|              |                                                          |              |              |              |              |              |              |              |              |              |
| Voiture No.  | 10                                                       | 9            | 8 <          | 7            | 6            | 5            | 4            | 3 <          | 2            | 1            |
| Designation  | Tc                                                       | T            | M            | M'           | T            | T            | T            | M            | M'           | Tc'          |
| Numerotation | KuHa 209-500                                             | SaHa 209-500 | MoHa 209-500 | MoHa 208-500 | SaHa 209-500 | SaHa 209-500 | SaHa 209-500 | MoHa 209-500 | MoHa 208-500 | KuHa 208-500 |
| Equipement   |                                                          |              | VVVF         | SIV,CP       |              |              |              | VVVF         | SIV,CP       |              |

- Les voitures 3 et 8 ont chacune un pantographe à un bras.
- Les voitures 1 et 10 disposent d'un espace pour fauteuils roulants.
- La voiture 4 est désignée comme une voiture légèrement climatisée.

##### Ensemble 8 voitures
Au 1er janvier 2020 , 11 ensembles de huit voitures (M71 à M77, M81 à M84) ont été attribués à Keiyō Depot pour une utilisation sur la ligne Musashino (et via les services de la ligne Keiyō). Ces ensembles sont formés comme suit avec quatre voitures à moteur ("M") et quatre voitures à remorque non motorisée ("T"). (4M4T)
|              | ← Tokyo, Kaihinmakuhari, Nishi-FunabashiFuchūhommachi → |              |              |              |              |              |              |              |
|              |                                                         |              |              |              |              |              |              |              |
|              |                                                         |              |              |              |              |              |              |              |
|              |                                                         |              |              |              |              |              |              |              |
| Voiture No.  | 1                                                       | 2 <          | 3            | 4            | 5            | 6 <          | 7            | 8            |
| Designation  | Tc                                                      | M            | M'           | T            | T            | M            | M'           | Tc'          |
| Numerotation | KuHa 209-500                                            | MoHa 209-500 | MoHa 208-500 | SaHa 209-500 | SaHa 209-500 | MoHa 209-500 | MoHa 208-500 | KuHa 208-500 |
| Equipement   |                                                         | VVVF         | SIV,CP       |              |              | VVVF         | SIV,CP       |              |

- Les voitures 2 et 6 ont chacune un pantographe (à bras unique sur les ensembles M71–M77, de type losange sur les ensembles M81–M84).
- Les voitures 1 et 8 ont un espace pour fauteuil roulant.
- La voiture 4 est désignée comme une voiture légèrement climatisée.

#### Série 209-1000
Depuis le 1er janvier 2020, deux ensembles de 10 voitures (81–82) sont attribués à Toyoda Depot et sont formés comme suit avec six voitures motorisées («M») et quatre remorques non motorisées («T»).(6M4T).Elles sont exploitées sur la ligne Chūō (rapide)
|              | ← TōkyōŌtsuki → |               |               |               |               |               |               |               |               |               |
|              |                 |               |               |               |               |               |               |               |               |               |
| Voiture No.  | 1               | 2 <           | 3             | 4             | 5 <           | 6             | 7             | 8 <           | 9             | 10            |
| Designation  | Tc              | M             | M'            | T             | M             | M'            | T             | M             | M'            | Tc'           |
| Numérotation | KuHa 209-1000   | MoHa 209-1000 | MoHa 208-1000 | SaHa 209-1000 | MoHa 209-1000 | MoHa 208-1000 | SaHa 209-1000 | MoHa 209-1000 | MoHa 208-1000 | KuHa 208-1000 |
| Equipement   |                 | VVVF          | SIV,CP        |               | VVVF          |               |               | VVVF          | SIV,CP        |               |

- Les voitures 2, 5 et 8 ont chacune un pantographe à un bras.
- Les voitures 2 et 9 ont un espace pour les fauteuils roulants.
- La voiture 4 est désignée comme une voiture légèrement climatisée.

#### Série 209-2000/2100

##### Ensemble 6 voitures
Au 22 décembre 2021, 14 ensembles de six voitures (C602-C604, C606-C608, C610, C615, C617, C621-C625) sont basés à Makuhari Depot et ont été formés comme indiqué ci-dessous, avec quatre moteurs ("M") voitures et deux voitures remorques non motorisées ("T"). (4M2T)
|              | ← Awa-Kamogawa, ChōshiChiba → |               |               |               |               |               |
|              |                               |               |               |               |               |               |
|              |                               |               |               |               |               |               |
| Voiture No.  | 6                             | 5 <>          | 4             | 3 <>          | 2             | 1             |
| Designation  | Tc                            | M             | M'            | M             | M'            | Tc'           |
| Numerotation | KuHa 209-2100                 | MoHa 209-2100 | MoHa 208-2100 | MoHa 209-2100 | MoHa 208-2100 | KuHa 208-2100 |
| Equipement   |                               | VVVF          | SIV,CP        | VVVF          | SIV,CP        |               |

- Les voitures 3 et 5 sont équipées chacune d'un pantographe de type losange.

##### Ensemble 4 voitures
Au 24 mars 2021, 48 ensembles de quatre voitures (C401-C448) sont basés à Makuhari Depot et ont été formés comme indiqué ci-dessous, avec deux voitures motorisées («M») et deux remorques non motorisées («T») voitures. (2M2T)
|              | ← Awa-Kamogawa, ChōshiChiba → |               |               |                    |
|              |                               |               |               |                    |
|              |                               |               |               |                    |
| Voiture No.  | 10                            | 9 <>          | 8             | 7                  |
| Designation  | Tc                            | M             | M'            | Tc'                |
| Numerotation | KuHa 209-2000/2100            | MoHa 209-2100 | MoHa 208-2100 | KuHa 208-2000/2100 |
| Equipement   |                               | VVVF          | SIV,CP        |                    |

- La voiture 9 est équipée d'un pantographe de type losange.

#### Série 209-3100
Les deux ensembles de quatre voitures étaient basés au dépôt de Kawagoe à Saitama et formés comme indiqué ci-dessous avec deux voitures à moteur ("M") et deux voitures à remorque non motorisée ("T"). (2M2T)
|             | ← KawagoeHachiōji → |               |               |               |
|             |                     |               |               |               |
|             |                     |               |               |               |
| Car No.     | 4                   | 3             | 2             | 1             |
| Designation | Tc                  | M <>          | M'            | Tc'           |
| Numbering   | KuHa 209-3100       | MoHa 209-3100 | MoHa 208-3100 | KuHa 208-3100 |
| Equipement  |                     | VVVF          | SIV,CP        |               |

- La voiture 3 est équipée d'un pantographe type losange PS28

#### Série 209-3500
À partir de 2018, cinq anciens ensembles de dix voitures de la série 209-500 basés à Mitaka Depot pour une utilisation sur les services de la ligne Chūō – Sōbu ont été réformés et convertis pour devenir des ensembles de la série 209-3500 de quatre voitures basés à Kawagoe pour une utilisation sur les lignes Kawagoe et Hachikō . prestations de service.
Entre novembre 2020 et octobre 2021, les trains ont été modifiés pour un fonctionnement avec conducteur uniquement (wanman (ワ ン マ ン, "un homme")).
|              | ← KawagoeHachiōji → |               |               |               |
|              |                     |               |               |               |
|              |                     |               |               |               |
| Voiture No.  | 4                   | 3             | 2             | 1             |
| Designation  | Tc                  | M             | M'            | Tc'           |
| Numérotation | KuHa 209-3500       | MoHa 209-3500 | MoHa 208-3500 | KuHa 208-3500 |
| Equipement   |                     | VVVF          | SIV,CP        |               |

- La voiture 3 est équipée d'un pantographe type losange PS28

### Anciennes

#### Série 209-0

##### Ensemble 10 voitures
Auparavant, 78 ensembles de dix voitures (1 à 78) étaient basés au dépôt d'Urawa et étaient formés comme indiqué ci-dessous, avec quatre voitures motorisées («M») et six remorques non motorisées («T»).(4M6T)
|              | ← ŌmiyaŌfuna → |          |          |          |          |          |          |          |          |          |
|              |                |          |          |          |          |          |          |          |          |          |
| Voiture No.  | 10             | 9        | 8 <>     | 7        | 6        | 5        | 4        | 3 <>     | 2        | 1        |
| Designation  | Tc             | T        | M        | M'       | T'       | T        | T        | M        | M'       | Tc'      |
| Numérotation | KuHa 209       | SaHa 209 | MoHa 209 | MoHa 208 | SaHa 208 | SaHa 209 | SaHa 209 | MoHa 209 | MoHa 208 | KuHa 208 |
| Equipement   | CP             |          | VVVF     | SIV,CP   |          |          |          | VVVF     | SIV,CP   |          |

- Les voitures 3 et 8 étaient équipées chacune d'un pantographe PS28.
- La voiture 6 était une voiture "6 portes" avec six paires de portes de chaque côté.

##### Ensemble 6 voitures
Auparavant, deux ensembles de six voitures (1 et 32) étaient basés à Nakahara Depot et ont été formés comme indiqué ci-dessous, avec quatre voitures motorisées ("M") et deux voitures non motorisées ("T"). (4M2T)
|              | ← KawasakiTachikawa → |          |          |          |          |          |
|              |                       |          |          |          |          |          |
|              |                       |          |          |          |          |          |
|              |                       |          |          |          |          |          |
| Voiture No.  | 1                     | 2 <>     | 3        | 4 <>     | 5        | 6        |
| Designation  | Tc                    | M        | M'       | M        | M'       | Tc'      |
| Numérotation | KuHa 209              | MoHa 209 | MoHa 208 | MoHa 209 | MoHa 208 | KuHa 208 |
| Equipement   |                       | VVVF     | SIV,CP   | VVVF     | SIV,CP   |          |

- Les voitures 2 et 4 étaient équipées chacune d'un pantographe de type losange PS28.

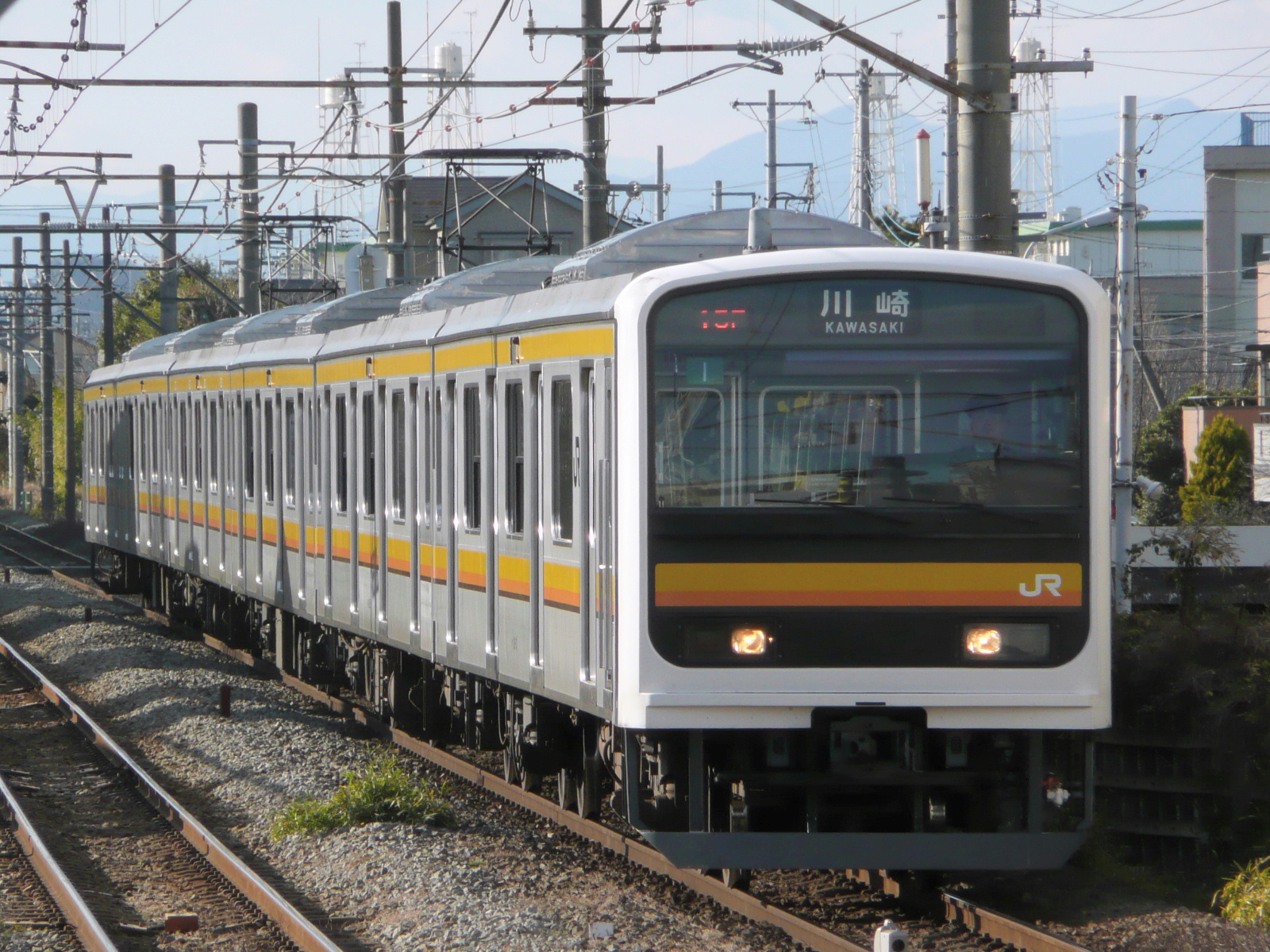
Serie 209-0 en Janvier 2008

#### Série 209-500

##### Ensemble 10 voitures
|             | ← Chiba, TsudanumaNakano, Mitaka → |              |              |              |              |              |              |              |              |              |
|             |                                    |              |              |              |              |              |              |              |              |              |
| Car No.     | 1                                  | 2            | 3 <>         | 4            | 5            | 6            | 7            | 8 <>         | 9            | 10           |
| Designation | Tc                                 | T            | M            | M'           | T            | T            | T            | M            | M'           | Tc'          |
| Numbering   | KuHa 209-500                       | SaHa 209-500 | MoHa 209-500 | MoHa 208-500 | SaHa 209-500 | SaHa 209-500 | SaHa 209-500 | MoHa 209-500 | MoHa 208-500 | KuHa 208-500 |

|             | ← ŌmiyaŌfuna → |              |              |              |              |              |              |              |              |              |
|             |                |              |              |              |              |              |              |              |              |              |
| Car No.     | 10             | 9            | 8 <>         | 7            | 6            | 5            | 4            | 3 <>         | 2            | 1            |
| Designation | Tc             | T            | M            | M'           | T            | T            | T            | M            | M'           | Tc'          |
| Numbering   | KuHa 209-500   | SaHa 209-500 | MoHa 209-500 | MoHa 208-500 | SaHa 209-500 | SaHa 209-500 | SaHa 209-500 | MoHa 209-500 | MoHa 208-500 | KuHa 208-500 |

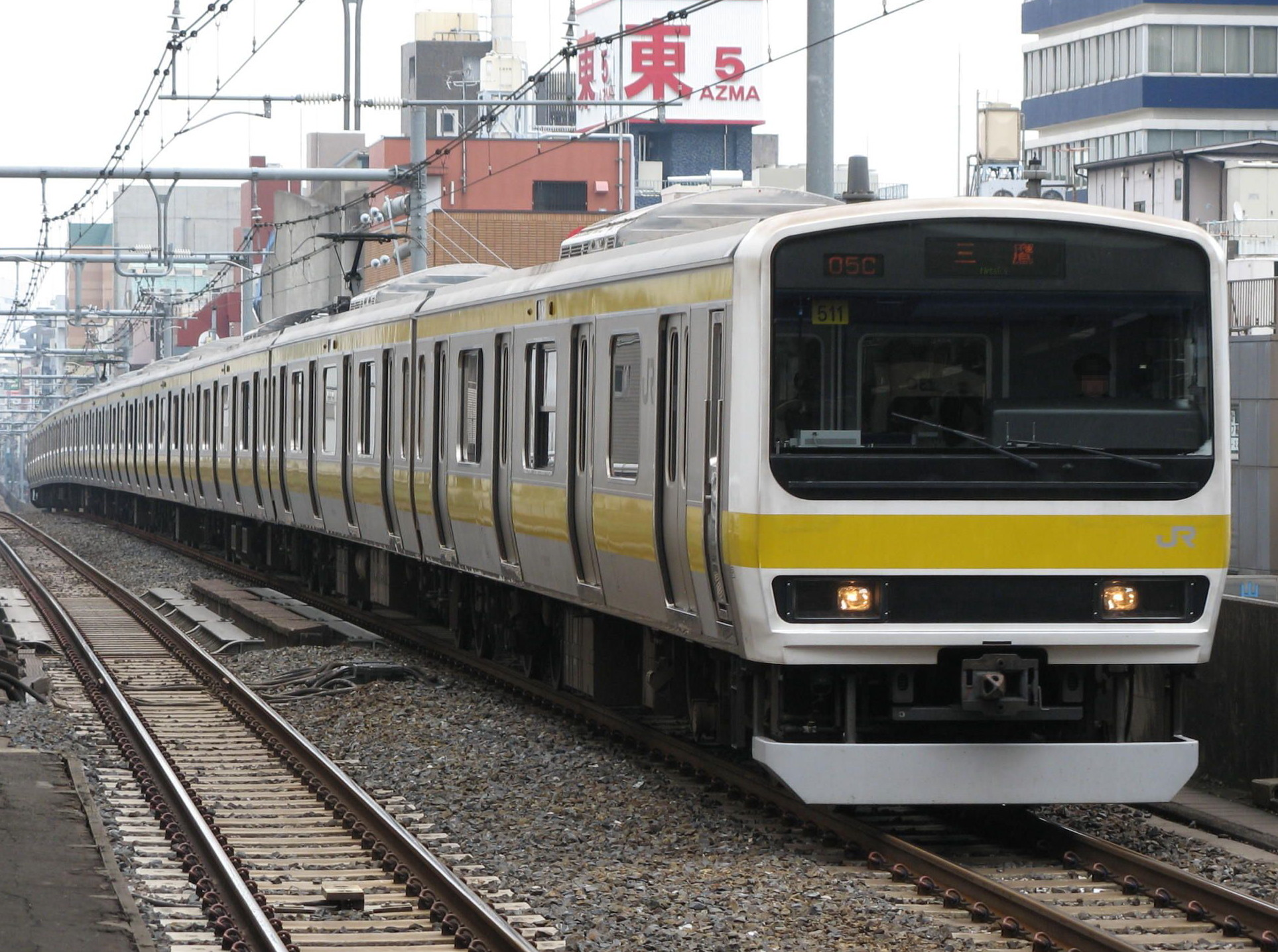
Serie 209-500 de la Chūō–Sōbu Line  à Akihabara en Avril 2009
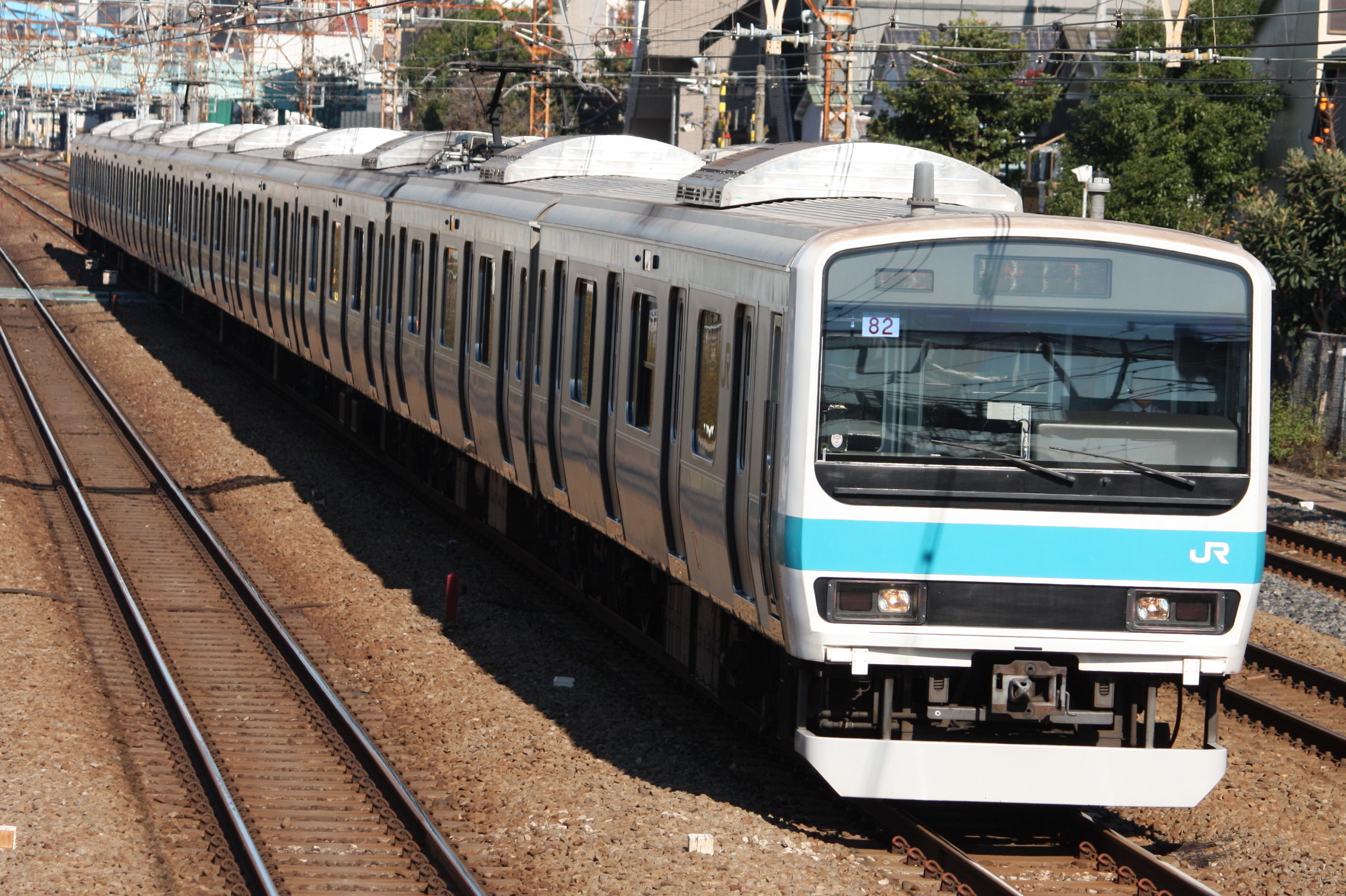
Serie 209-500 de la Keihin–Tōhoku—Negishi Line en Novembre 2008
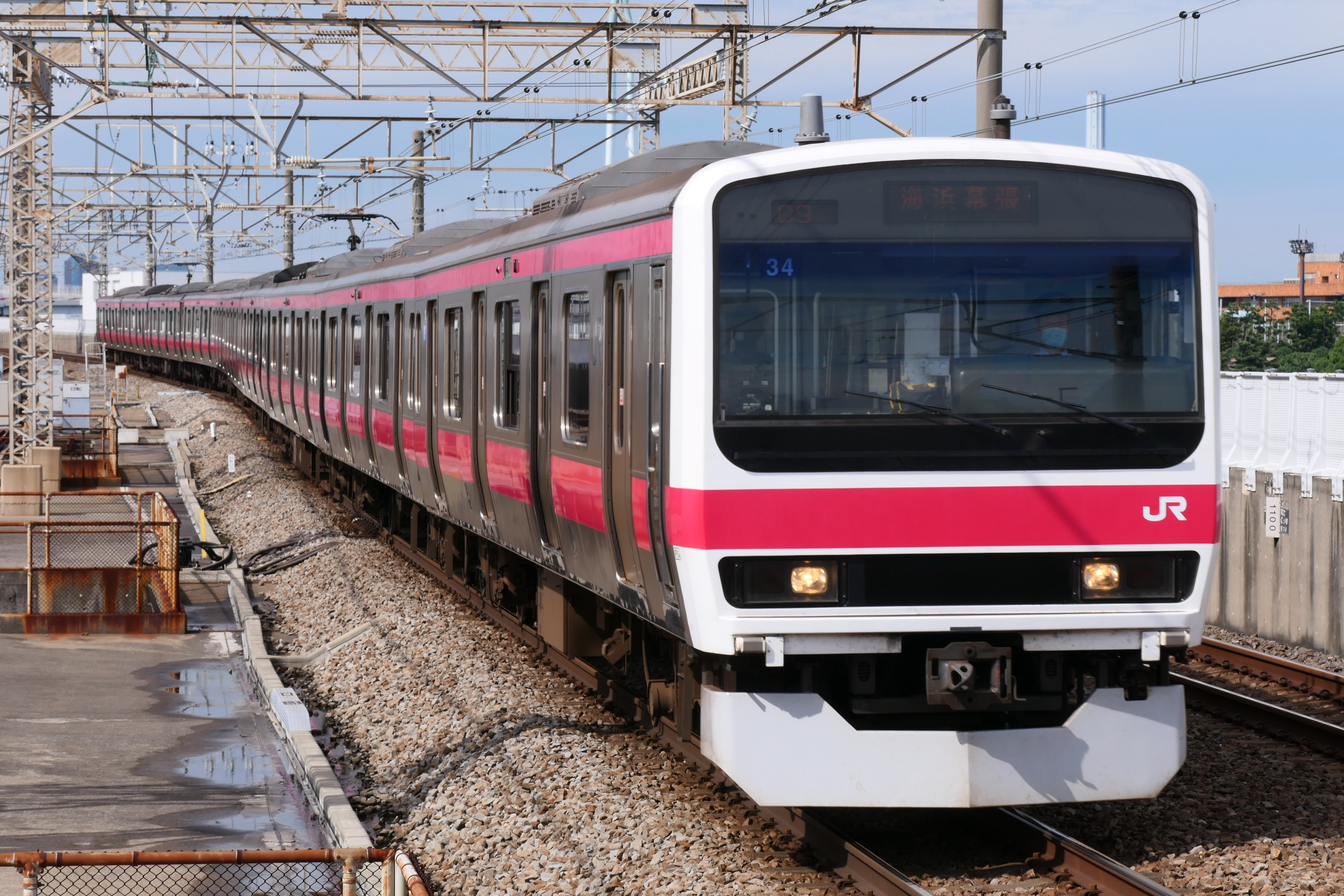
Serie 209-500 de la Keiyō Line en Octobre 2020

## Modélisme
La série 209 est vendue par les constructeurs Kato et TOMIX à l'echelle N, en formation de 4-6-8-10 voitures sous les couleurs de plusieurs lignes.

## Galerie photos

### Extérieur

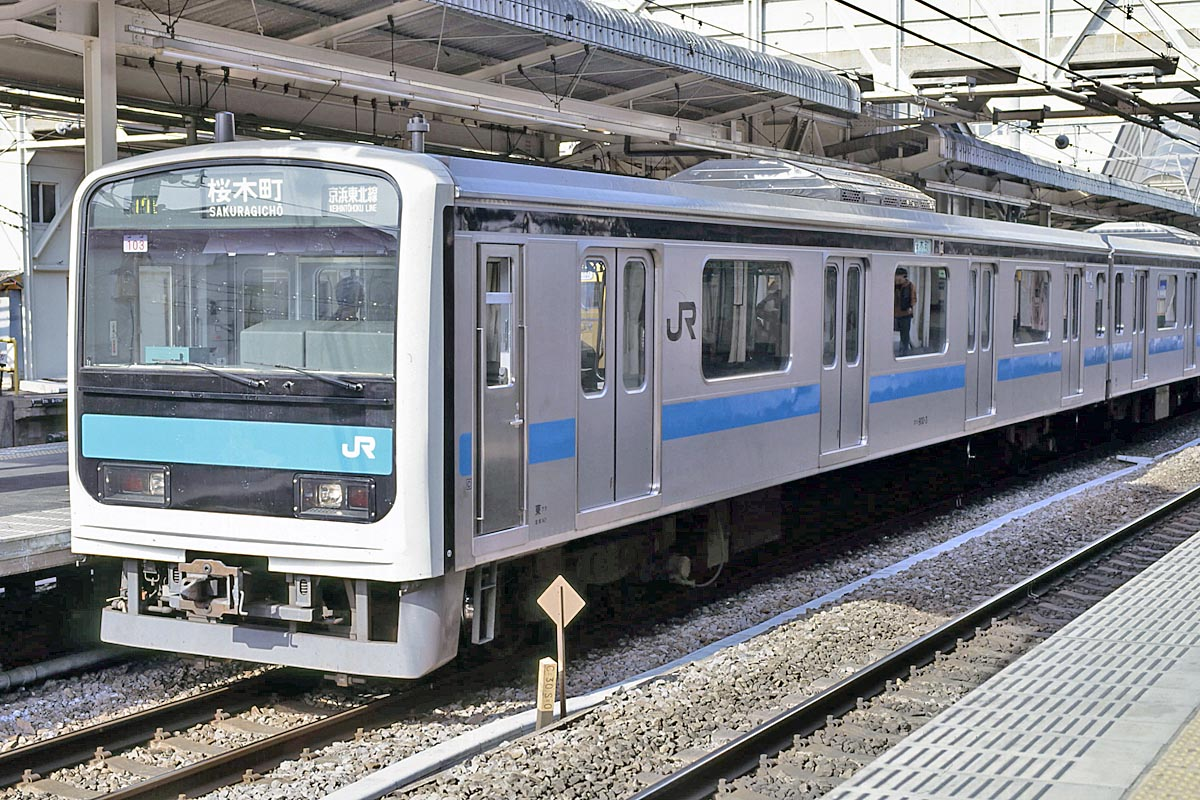
prototype série 901

### Intérieur

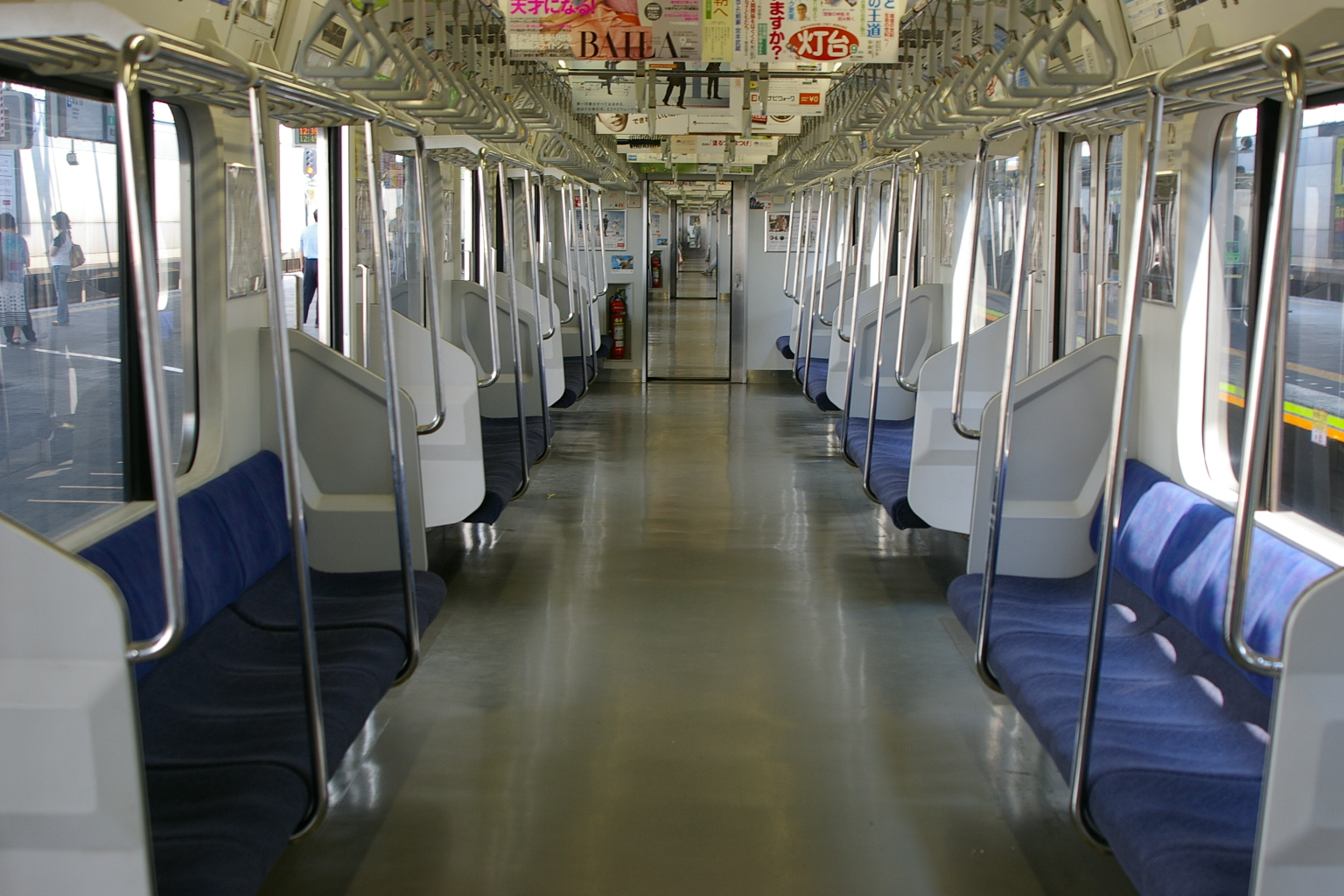
Interieur Series 209-1000